# Thai Bangkaew dog
Il Thai Bangkaew Dog o cane Bangkaew (Thai) è una razza di cane asiatico di tipo spitz di taglia media.

## Storia
Bangkaew è un villaggio situato nel distretto di Bang Raka, provincia di Phitsanulok nella regione centrale della Thailandia. In questo distretto, vicino al fiume Yom, un cane femmina bianca e nera posseduta da un abate buddista è stata incrociata con un cane selvatico ormai estinto, producendo il primo della razza. Dal 1957 con un allevamento selettivo è stato prodotta la razza odierna.

## Caratteristiche
Il Thai Bangkaew Dog è compatto e di profilo quadrato. È ben proporzionato, con un'andatura regolare. Il doppio strato è costituito da un sottopelo corto, con peli di guardia più lunghi che crescono attraverso di esso formando il mantello esterno. Il mantello è più spesso e più lungo intorno al collo, al petto e alla schiena formando una gorgiera simile a un leone, che è più evidente sui cani maschi che sulle femmine. La coda piumata è portata con una moderata curva verso l'alto sul dorso. La razza è disponibile in bianco con sfumature di rosso, grigio, marrone e nero in un'ampia varietà di modelli. Ci sono alcuni che hanno cappotti interamente bianchi. é un cane di tipo spitz 
Bangkaew è un villaggio situato nel distretto di Bang Raka, provincia di Phitsanulok nella regione centrale della Thailandia. In questo distretto, vicino al fiume Yom, la cagna bianca e nera di un abate buddista è stata incrociata con un cane selvatico ormai estinto, producendo il primo della razza. Dal 1957, l'allevamento selettivo delle loro singole cucciolate ha prodotto la razza odierna.